# Pallavolo ai Giochi della XXXI Olimpiade - Convocazioni alle qualificazioni al torneo femminile (FIVB - girone B)
Elenco delle giocatrici convocate per le qualificazioni mondiali di Giochi della XXXI Olimpiade (girone B).

## Algeria
| N° | Nome               | Ruolo | Data di nascita   | Squadra        |
| -- | ------------------ | ----- | ----------------- | -------------- |
| -  | Mohamed Belacel    | All   | -                 | -              |
| 1  | Chahla Benmokhtar  | C     | 30 dicembre 1997  | Seddouk Béjaïa |
| 2  | Jasmin Belguendouz | S     | 11 giugno 1997    | MTV Stoccarda  |
| 5  | Fahima Brahmi      | C     | 2 marzo 1993      | CRR Toudja     |
| 6  | Zahra Guimour      | C     | 22 novembre 1996  | GS Chlef       |
| 7  | Chettout Kahina    | P     | 20 maggio 1992    | GS Pétroliers  |
| 8  | Dallal Achour      | C     | 3 novembre 1994   | GS Chlef       |
| 9  | Chanez Ayadi       | P     | 8 febbraio 1994   | NC Béjaïa      |
| 10 | Safia Imadali      | S     | 15 giugno 1997    | Oefly Volley   |
| 11 | Yasmine Abderrahim | C     | 16 aprile 1999    | ASW Béjaïa     |
| 12 | Safia Boukhima     | S     | 10 gennaio 1991   | GS Pétroliers  |
| 13 | Nawal Mansouri     | L     | 1º agosto 1985    | MB Béjaïa      |
| 16 | Wissem Dali        | L     | 1º settembre 1995 | MB Béjaïa      |
| 18 | Kahina Messaoudene | C     | 15 luglio 1992    | ASW Béjaïa     |
| 19 | Kahina Arbouche    | C     | 4 settembre 1993  | ASW Béjaïa     |

## Colombia
| N° | Nome                  | Ruolo | Data di nascita  | Squadra          |
| -- | --------------------- | ----- | ---------------- | ---------------- |
| -  | Eduardo Guillaume     | All   | -                | -                |
| 1  | Paola Ampudia         | S/O   | 5 agosto 1988    | Golem            |
| 2  | Yeisy Soto            | C     | 7 aprile 1996    | Bolívar          |
| 3  | Kenny Moreno          | S/O   | 6 gennaio 1979   | Cisterna         |
| 4  | Dayana Segovia        | L     | 24 marzo 1996    | Valle del Cauca  |
| 6  | Lorena Zuleta         | C     | 16 gennaio 1981  | Trentino Rosa    |
| 7  | Madelaynne Montaño    | S/O   | 6 gennaio 1983   | Chemik Police    |
| 8  | Mery Mancilla         | P     | 4 maggio 1984    | Santiago de Cali |
| 9  | Juliana Toro          | L     | 29 gennaio 1995  | Antioquia        |
| 13 | Camila Gómez          | L     | 6 luglio 1995    | Valle del Cauca  |
| 15 | María Alejandra Marín | P     | 4 novembre 1995  | Bolívar          |
| 16 | Melissa Rangel        | C     | 16 ottobre 1994  | Bolívar          |
| 17 | Daniela Castro        | C     | 5 giugno 1993    | Bolívar          |
| 19 | Margarita Martínez    | S     | 19 maggio 1995   | Valle del Cauca  |
| 20 | Amanda Coneo          | S     | 20 dicembre 1996 | Filottrano       |

## Kenya
| N° | Nome                | Ruolo | Data di nascita  | Squadra            |
| -- | ------------------- | ----- | ---------------- | ------------------ |
| -  | David Lungaho       | All   | -                | -                  |
| 1  | Jane Wairimu        | P     | 24 marzo 1985    | Chamalières        |
| 2  | Everlyne Makuto     | S     | 25 agosto 1990   | Chamalières        |
| 3  | Violet Makuto       | S/O   | 20 maggio 1993   | Kenya Pipeline     |
| 4  | Esther Wangeci      | S/O   | 22 novembre 1990 | Kenya Pipeline     |
| 7  | Jannet Wanja        | P     | 24 febbraio 1984 | Kenya Pipeline     |
| 8  | Triza Atuka         | C     | 14 aprile 1992   | Kenya Pipeline     |
| 10 | Noel Murambi        | S/O   | 29 gennaio 1989  | Kenya Pipeline     |
| 14 | Mercy Moim          | S     | 1º gennaio 1989  | Oriveden Ponnistus |
| 15 | Brackcides Khadambi | C     | 14 maggio 1984   | Chamalières        |
| 16 | Agripina Kundu      | L     | 24 aprile 1993   | Kenya Pipeline     |
| 18 | Monica Biama        | S     | 24 marzo 1988    | Kenya Pipeline     |
| 19 | Edith Mukuvilani    | C     | 20 luglio 1994   | Kenya Prisons      |

## Porto Rico
| N° | Nome              | Ruolo | Data di nascita   | Squadra                 |
| -- | ----------------- | ----- | ----------------- | ----------------------- |
| -  | Juan Carlos Nuñez | All   | -                 | Criollas de Caguas      |
| 1  | Debora Seilhamer  | L     | 4 ottobre 1985    | Lancheras de Cataño     |
| 2  | Shara Venegas     | L     | 18 settembre 1992 | Criollas de Caguas      |
| 3  | Vilmarie Mojica   | P     | 13 agosto 1985    | Valencianas de Juncos   |
| 6  | Yarimar Rosa      | S     | 20 giugno 1988    | Beşiktaş                |
| 7  | Stephanie Enright | S     | 15 dicembre 1990  | Criollas de Caguas      |
| 9  | Áurea Cruz        | S     | 10 gennaio 1982   | AGIL                    |
| 10 | Diana Reyes       | C     | 29 aprile 1993    | Criollas de Caguas      |
| 11 | Karina Ocasio     | S/O   | 1º agosto 1985    | Criollas de Caguas      |
| 13 | Shirley Ferrer    | S/O   | 23 giugno 1991    | Lancheras de Cataño     |
| 14 | Natalia Valentín  | P     | 12 settembre 1989 | Leonas de Ponce         |
| 15 | Daly Santana      | S     | 19 febbraio 1995  | Capitalinas de San Juan |
| 16 | Alexandra Oquendo | C     | 3 febbraio 1984   | Lancheras de Cataño     |
| 18 | Lynda Morales     | C     | 20 maggio 1998    | Criollas de Caguas      |
| 19 | Paulina Prieto    | S/O   | 25 gennaio 1994   | Texas                   |